# Catoblepia xanthicles
Catoblepia xanthicles är en fjärilsart som beskrevs av Frederick DuCane Godman och Osbert Salvin 1881. Catoblepia xanthicles ingår i släktet Catoblepia och familjen praktfjärilar. Inga underarter finns listade i Catalogue of Life.

## Bildgalleri

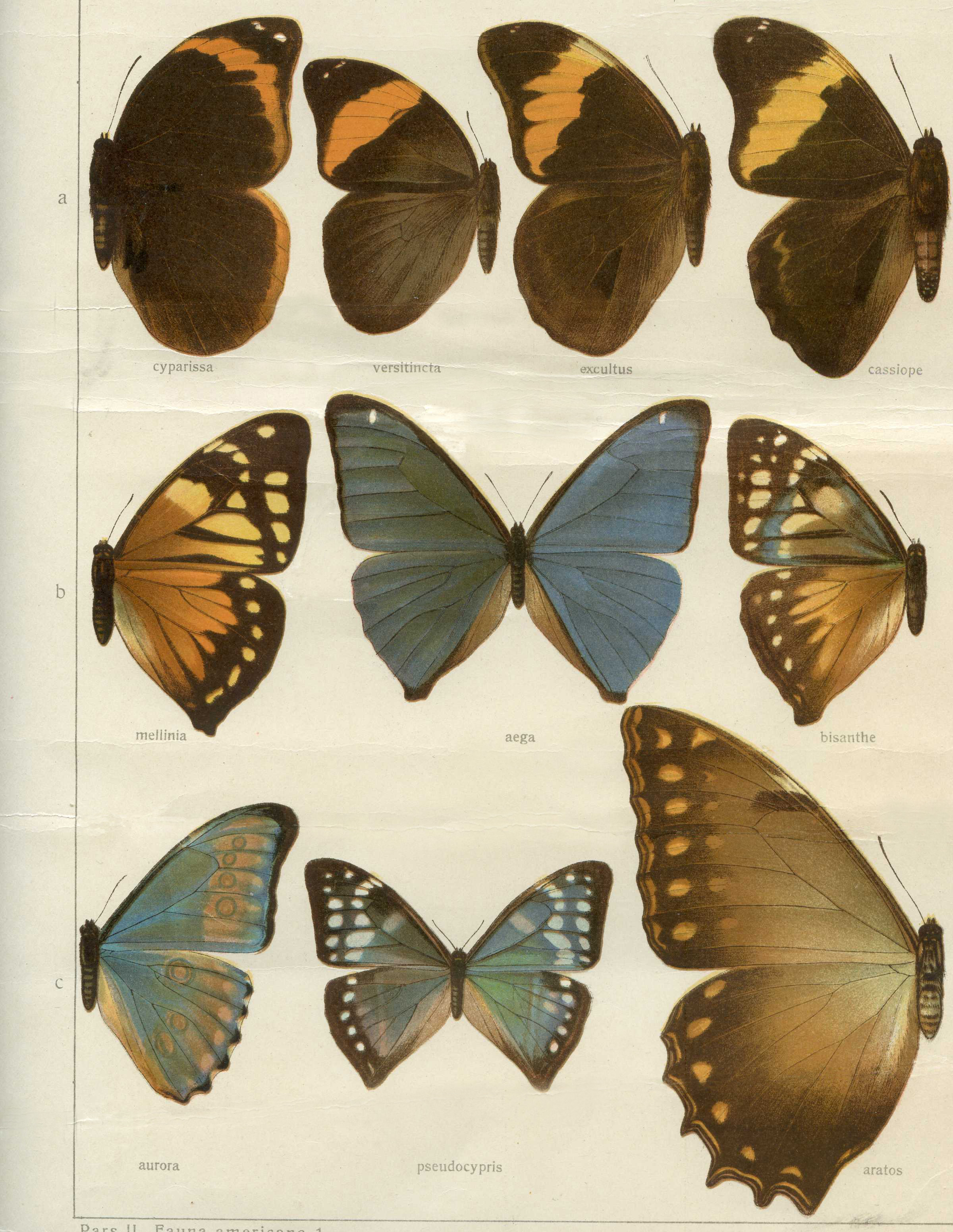